# Teofila Chmielecka
Teofila Chmielecka z Chocimirskich (ur. w 1590, zm. w 1650) – wojewodzina kijowska, żona Stefana Chmieleckiego.
Wraz z mężem Stefanem Chmieleckim zarządzała majątkiem. Angażowała się w sprawy związane z wojnami. Z powodu prowadzenia spartańskiego tryb życia i wielkiej odwagi stała się wzorem żony kresowego żołnierza. Była nazywana „wilczycą kresową”.
Miała dwóch synów: Łukasza i Adama. Po śmierci Chmieleckiego ponownie wyszła za mąż za Marcina Tulibowskiego.